# RAF Menwith Hill
Koordinaten: 54° 0′ 30,6″ N, 1° 41′ 24,7″ W

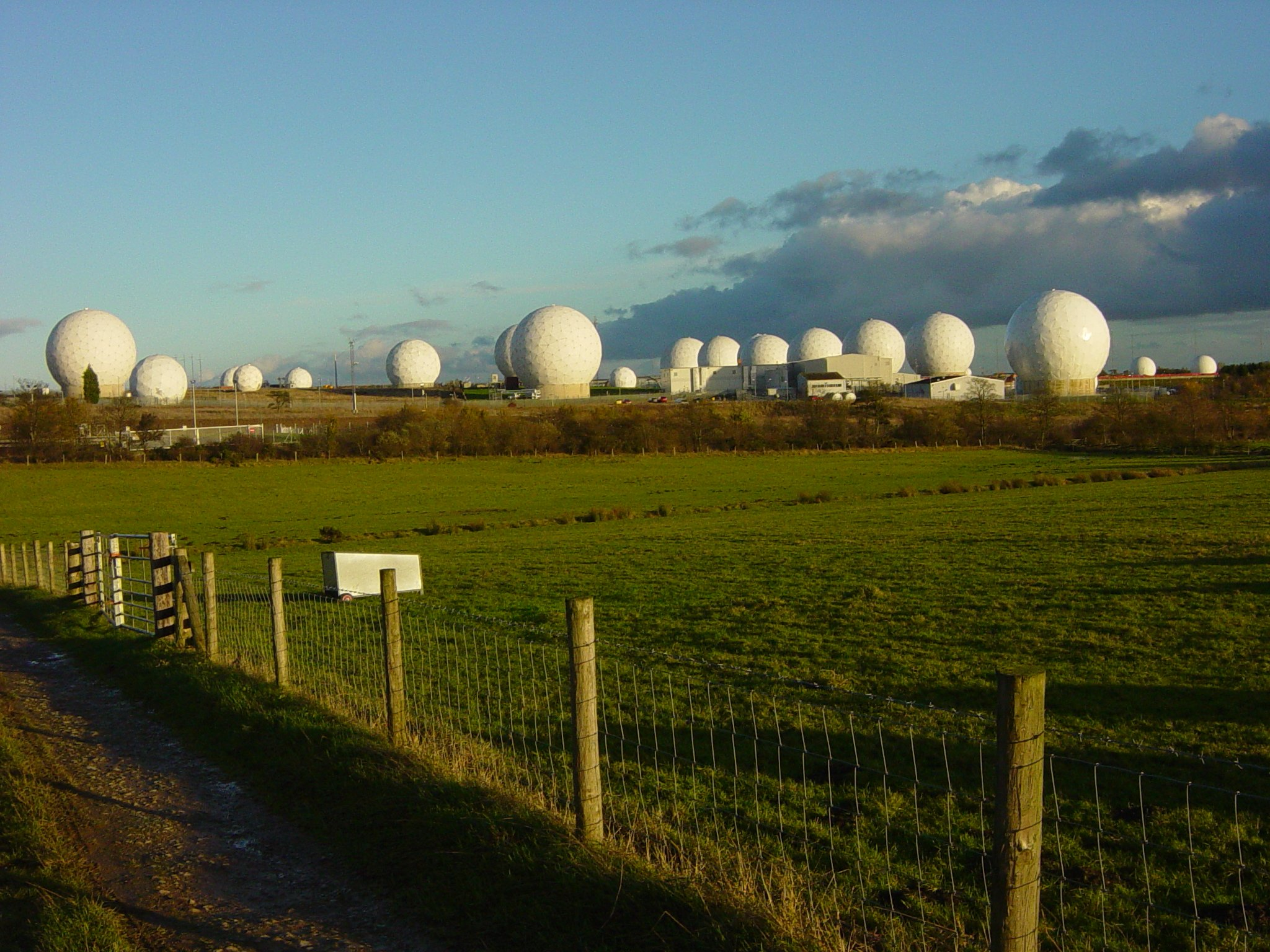

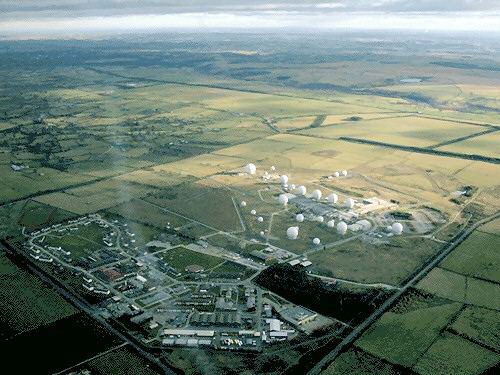

Menwith Hill ist ein Stützpunkt der Royal Air Force nahe Harrogate, North Yorkshire. Auf dem Gelände ist die 421st Air Base Squadron stationiert, welche durch die 501st Combat Support Wing der United States Air Forces in Europe unterstützt wird.
Er ist wichtig für die US-amerikanischen Geheimdienste.
Laut dem britischen Enthüllungsjournalisten und Überwachungsexperten Duncan Campbell ist dieser Standort Teil des ECHELON-Netzwerks.
Das 709th Military Intelligence Battalion als Teil der 66th Military Intelligence Brigade des United States Army Intelligence and Security Command ist hier stationiert. Vor dem 16. Oktober 2009 war der Name der Einheit 109th Military Intelligence Group.
Seit 1966 ist die National Security Agency für den Betrieb des US-Anteils der Anlage zuständig. Ein Teil des Personals der inzwischen geschlossenen Bad Aibling Station wurde hierher verlegt.
Vergleichbare Anlagen befinden sich in Bude (UK), Sugar Grove (West Virginia, U.S.), Yakima (Washington, U.S.), Sabana Seca (Puerto Rico), Misawa (Japan), Pine Gap (Australien), Geraldton (Australien), Waihopai (Neuseeland) und Tangimoana (Neuseeland).